# Sweet 7
„Sweet 7“ е седмият студиен албум на британската поп-група Шугабейбс издаден през март 2010. Албумът достига номер 14 във Великобритания и с общи продажби от 11 234 копия във Великобритания.

## Списък с песните

### Оригинален траклист
1. „Get Sexy“ – 3:14
2. „Wear My Kiss“ – 3:44
3. „About a Girl“ – 3:28
4. „Wait for You“ – 3:54
5. „Thank You for the Heartbreak“ – 3:40
6. „Miss Everything“ (с Шон Кингстън) – 3:39
7. „She's a Mess“ – 3:26
8. „Give It to Me Now“ – 2:50
9. „Crash & Burn“ – 3:35
10. „No More You“ – 4:15
11. „Sweet & Amazing (Make It the Best)“ – 3:50
12. „Little Miss Perfect“ – 3:53

### iTunes Store издание
1. „About a Girl“ (The Sharp Boys Extended Remix) – 7:22
2. „About a Girl“ (видеоклип) – 4:23
3. „Wear My Kiss“ (видеоклип) – 3:13